# 베트랄라
베트랄라(이탈리아어: Vetralla)는 이탈리아 라치오주 비테르보도에 위치한 코무네다.